# Avoca (Wisconsin)
Avoca es una villa ubicada en el condado de Iowa en el estado estadounidense de Wisconsin. En el Censo de 2010 tenía una población de 637 habitantes y una densidad poblacional de 100,72 personas por km².

## Geografía
Avoca se encuentra ubicada en las coordenadas 43°11′16″N 90°19′35″O / 43.18778, -90.32639. Según la Oficina del Censo de los Estados Unidos, Avoca tiene una superficie total de 6.32 km², de la cual 5.98 km² corresponden a tierra firme y (5.41%) 0.34 km² es agua.

## Demografía
Según el censo de 2010, había 637 personas residiendo en Avoca. La densidad de población era de 100,72 hab./km². De los 637 habitantes, Avoca estaba compuesto por el 96.39% blancos, el 0.31% eran afroamericanos, el 0% eran amerindios, el 1.73% eran asiáticos, el 0% eran isleños del Pacífico, el 0.47% eran de otras razas y el 1.1% pertenecían a dos o más razas. Del total de la población el 1.88% eran hispanos o latinos de cualquier raza.